# سبت العلاية
سبت العلاية تقع في محافظة بلقرن التابعة لمنطقة عسير في المملكة العربية السعودية. تقع بين خطي 41.958830 شرقا و 19.568049 شمالا.

## سبب التسمية
تدعى سبت العلاية نسبة الى السوق الأسبوعي المشهورالذي كان يقام كل يوم السبت ,و العلاية لعلوها .

## المناخ
يبلغ متوسط درجة الحرارة 27 درجة مئوية صيفا و 17 درجات مئوية شتاء وتسقط الأمطار في فصلي الربيع والصيف وينتشر الضباب الكثيف والمطر القليل شتاء.

## آثار سبت العلاية
- بئر أبو زيد
- قبر علياء ويقال أنها زوجة أبو زيد الهلالي
- خندق خريق بن سرحان.[2]

## أدوار سوق العلاية
- الدور الاقتصادي يعتبر سوق العلاية من أهم أسواق المنطقة لوقوعه في وسط منطقة بلقرن، وتوفر الأمن في أهل السوق لتكاتف أهالي سبت العلاية، وتوفر السلع سواء الزراعية أو الغذائية، وتوافد الكثير إليه ممن هم خارج المنطقة إلى السوق كشمران وعليان وبادية بلحارث وبني عمرو وبني شهر.
- الدور الاجتماعي لعب السوق دور كبيراً في اجتماع افراد القبيلة للشورى والإصلاح بين المتخاصمين واختيار المصلحين، كما كان السوق يستقبل من يأتي إليه من القبائل الأخرى إما لطلب الزواج أو الصلح، أو لتبادل الأخبار.
- الدور القضائي كان أهالي سبت العلاية يحرصون على توفير الأمن في السوق، ومما يدلل على ذلك أنه كانت تُرفع قطعة قماش بيضاء بواسطة شيخ القبيلة أو أحد أفراد القبيلة لمن قام بعمل خسن ويقول: "بيضَ الله وجه فلان"والعكس السوداء.
- الدور الثقافي كسائر الأسواق لعب السوق دوراً ثقافياً حيث أنهُ مكان استقبال المرشدين والوعاظ، وكذلك القاء الشعراء المحليون حيث أمتازت القصائد بالحكم والأمثال إلى جانب قصائد الفخر، ومن أشهر شعراؤها ابن عامر الذي اشتهرت لهُ قصائد كثيرة.[3]

## أعلام من المدينة
- الداعية الإسلامي علي القرني
- رائد الفضاء علي محمد القرني

## وصلات خارجية
- متحف سبت العلايا.